# Bathymophila
Bathymophila là một chi ốc biển, là động vật thân mềm chân bụng sống ở biển trong họ Solariellidae.

## Các loài
Các loài trong chi Bathymophila gồm có:
- Bathymophila aages Vilvens, 2009[3]
- Bathymophila alabida (B. A. Marshall, 1979)
- Bathymophila asphala Marshall, 1999[4]
- Bathymophila callomphala (Schepman, 1908)[5]
- Bathymophila diadema (B. A. Marshall, 1999)
- Bathymophila euspira (Dall, 1881)
- Bathymophila gravida Marshall, 1999[6]
- Bathymophila micans (Dautzenberg & Fischer, 1896) [7]
- Bathymophila tenorioi Poppe, Tagaro & Dekker, 2006[8]
- Bathymophila valentia Marshall, 1999[9]

Các loài đồng danh pháp
- Bathymophila bairdii (Dall, 1889): syn. Bathybembix bairdii (Dall, 1889)
- Bathymophila nitens (Dall, 1881):[10] syn. Bathymophila euspira (Dall, 1881)